# حیات وحش الجزایر

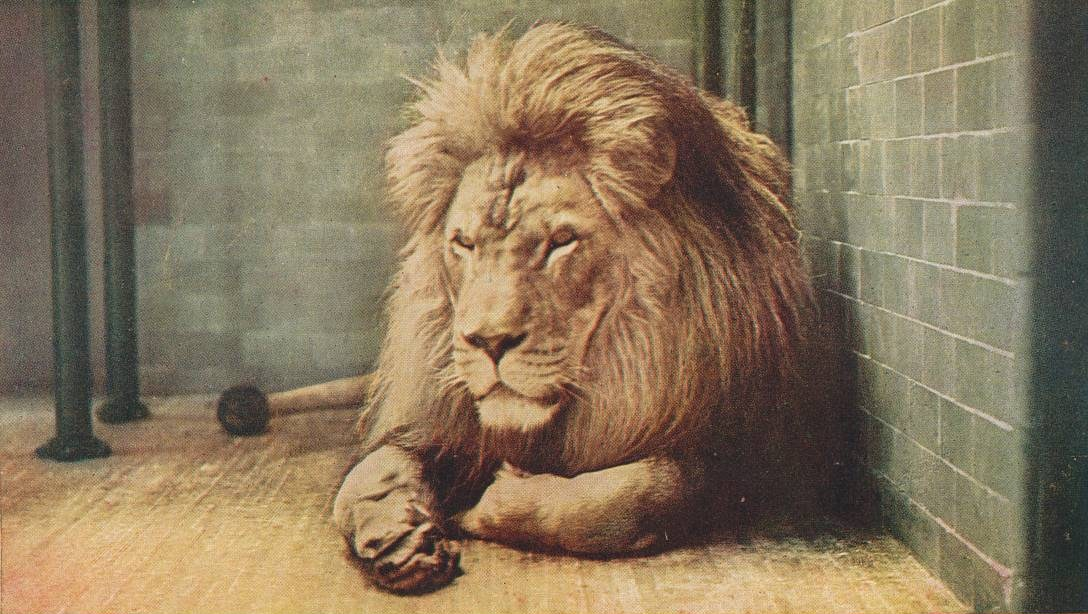
شیر بربری به احتمال تا اوایل دهه ۱۹۶۰ در الجزایر بقای خود را ادامه داد.

حیات وحش الجزایر متشکل از گیاگان و زیاگان این کشور است.

## گیاگان
در شمال این کشور گیاگان بومی شامل بلوط الجزایری، سدر اطلسی و دیگر مخروطیان هستند.